# Edgar Pinto
Edgar Miguel Lemos Pinto, conegut com a Edgar Pinto, (27 d'agost de 1985) és un ciclista portuguès, professional des del 2008 i actualment a l'equip W52-FC Porto.

## Palmarès
- 2008
  - Vencedor d'una etapa del Gran Premi Abimota
- 2011
  - 1r del Gran Premi Abimota
- 2011
  - Vencedor d'una etapa del Trofeu Joaquim Agostinho
- 2014
  - Vencedor d'una etapa de la Volta a Portugal
- 2014
  - Vencedor d'una etapa de la Volta al Marroc
- 2018
  - 1r a la Volta a la Comunitat de Madrid i vencedor d'una etapa
  - Vencedor d'una etapa a la Volta a l'Alentejo
- 2019
  - Vencedor d'una etapa a la Volta a Astúries